# Tancacha
Tancacha är en ort i Argentina.   Den ligger i provinsen Córdoba, i den centrala delen av landet, 600 km nordväst om huvudstaden Buenos Aires. Tancacha ligger 354 meter över havet och antalet invånare är 5 184.
Terrängen runt Tancacha är platt, och sluttar österut. Närmaste större samhälle är Río Tercero, 14,7 km nordväst om Tancacha.
Trakten runt Tancacha består till största delen av jordbruksmark. Runt Tancacha är det ganska glesbefolkat, med 22 invånare per kvadratkilometer.